# Maison de Scépeaux
 (juillet 2025).
La famille de Scépeaux est une famille d'ancienne chevalerie, très nombreuse et disséminée dans le Maine et l'Anjou, où ses principales branches sont titrées de Mausson et de Landivy, de Vieilleville (parfois écrit de la Vieuville ; à Baracé), de l'Epronnière (Livré), de Gaubert (Pommerieux), Bécon, la Cherbonnerie, Beauchêne, le Chemin, etc. ; mais qui, outre la terre des Scépeaux (à Astillé) posséda aussi : la Touche, Bouche d'Uzure, le Douet-Sauvage, la Suhardière, Chervier, la Motte de Ballots, l'Ile d'Athée, la Brardière, la Guenaudière, Fontenailles (Écommoy), etc.

## Histoire
Les Scépeaux sont le nom de deux fermes voisines, l'une en Astillé, l'autre en Ahuillé. Vieille-Ville est à Baracé.
Les Scépeaux eurent leurs sépultures à l'abbaye de Bellebranche d'abord, où l'on voyait encore leurs tombeaux au milieu du XVIIIe siècle, à l'abbaye de la Roë, et à Angers.   
Sylvestre de Scépeaux suit Philippe-Auguste en Terre sainte, 1191, et contre les Anglais en Poitou, 1214.

## Armoiries

Armes des Scépeaux : vairé d'argent et de gueules

Les armoiries dont on connait des spécimens dès le XIIIe siècle, ont la simplicité des plus anciens écus : vairé d'argent et de gueules.[réf. nécessaire]

## Personnalités
Au XIVe siècle, Jean Ier de Scépeaux (fils de Macé, fl. vers 1300) épouse Marie de Beaumont, et en a : - Jean II, tige des sires de Scépeaux (branche aînée) ; - Yvon, sgr. de Gaubert, fl. en 1406 ; - Jacques, seigneur de l'Epronnière (l'Epronnière).

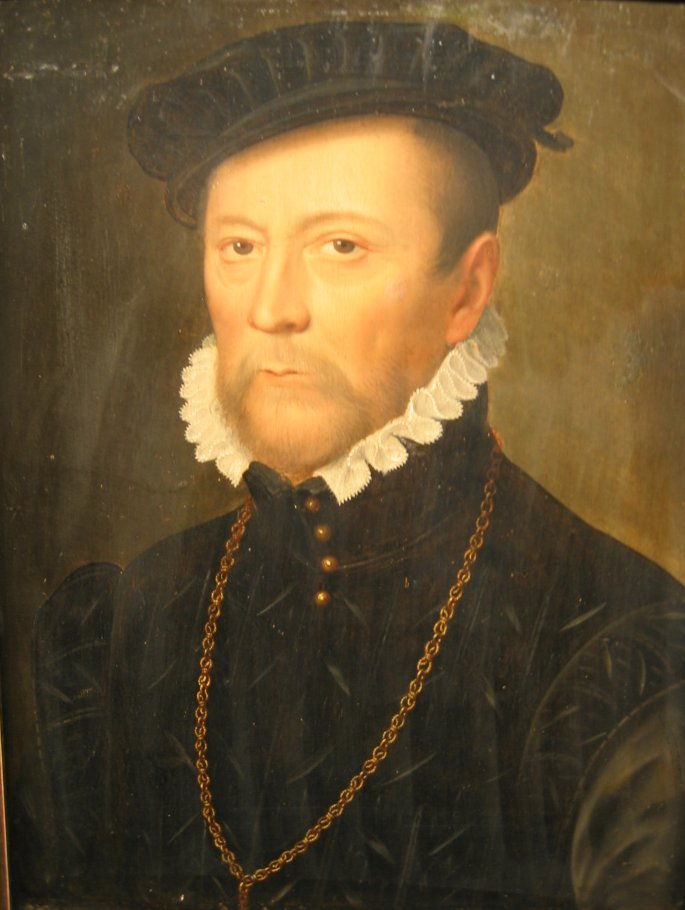
François de Scépeaux de VieilleVille peint par François Clouet en 1557 - musée des beaux-arts de Besançon.

- Guy II de Scépeaux, de la branche de l'Epronnière, connue par de brillants états de service militaire, fut abbé de la Roë ;
- Guy de Scépeaux, de la même branche que le précédent, frère de Sylvestre, qui est qualifié vir et boni regilinis et gouverneur de Craon, 27 décembre 1428 (non en 1414). Il comptait 20 ans de vie religieuse à l'abbaye de la Roë, avait été aumônier de l'abbaye, prieur d'Aviré et de Livré, quand il fut élu unanimement abbé le 27 décembre 1428. Il avait alors 35 ans, et avait demeuré 5 ans à Angers avant son élection, précédée d'un voyage à Rome. Il était seulement aumônier de l'abbaye, lorsqu'en 1414, le cardinal Alemanni, légat de Jean XXIII, en vertu du pouvoir que le Pape avait donné au roi de nommer à 330 bénéfices, lui permit de prendre le premier bénéfice vacant de son abbaye. Hardouin de Bueil, prévenu par lettre du 15 décembre, à Saumur, permit par sa réponse du 17 décembre 1428 aux religieux de procéder à l'élection. Le 20, suivant mandant de Guillaume de Ovibus, prieur claustral, Guillaume Hamelin, prieur de Saint-Michel-de-la-Roë, convoqua pour le lundi après Noël (27 décembre) le matin, heure du chapitre, les prieurs de 33 établissements. Les religieux avaient délégué à l'évêque, avant de procéder à l'élection, Guillaume Lesné, Etienne Durand, Huet Fresneau, Simon Moreau, lui exposant que le candidat était vir prudens, fortis et potens ad regendum et gubernandum monasterium et ejus bina. Martin, abbé de Colombe, étant venu faire une enquête sur son élection, toutes les depositions lui furent favorables, sauf celle du prieur de Chemazé qui fit allusion à certains soupçons d'inconduite de jeunesse. L'élection se fit le 27 décembre. Hardouin du Bueil, évêque d'Angers, confirma l'élection le 1er février 1429 (n.s.). Il fait plusieurs transactions avec les religieuses de Nyoiseau, 1439, préside à l'élection du prieur le 27 octobre 1446, se prévaut en 1450 de son titre d'étudiant de l'Université d'Angers, fait diverses acquisitions et résigne en 1463, se réservant une pension de 150 livres qui lui est accordée en considération de son zèle et de ses mœurs exemplaires. Il fonda son anniversaire à Saint-Nicolas de Craon, léguant aux chanoines un calice de 60 écus, ciselé à ses armes et magnifiquement doré. Il vivait en 1465 ;
- Yvon de Scépeaux, petit-neveu et successeur du précédent, prieur de Saint-Sauveur-de-Flée, prit possession de l'abbaye de la Roë, le 20 juillet 1463. Pie II lui accorda la faculté de se faire bénir par tel évêque qu'il voudrait, et le recommanda aux bonnes grâces de René d'Anjou. Il eut de Paul II, le 10 mai 1465, la permission de posséder un autre bénéfice en raison de la pension de son prédécesseur ; assista à la montre des habitants de la ville et faubourg de Craon, le 10 août 1475, obtint en 1477, l'union de plusieurs bénéfices pour pouvoir à l'entretien des bâtiments de l'abbaye. Pierre de Chalus, son serviteur, s'occupait de ses affaires temporelles. Il était mort avant le 18 mai 1493, date de l'élection de Guy Le Clerc, son successeur. Sa mère, Catherines d'Angennes (fille de Jean II d'Angennes de Rambouillet et de Philippa, fille de Jean III du Bellay ; femme de Jacques de Scépeaux sire de l'Eperonnière), et Jean, son frère, furent enterrés dans l'église abbatiale.
La généalogie de Scépeaux (Père Anselme et Louis Moréri), pourtant sérieuse, ne fait connaître ni l'abbé, ni son frère Jean, parmi les enfants de Jacques de Scépeaux, seigneur de l'Eperonnière, non plus que le second mariage de celui-ci avec Jeanne de Villeblanche, laquelle convola en 1442 avec Jean de Salemen (?). ;
- Yves de Scépeaux, de la branche aînée de Scépeaux, diplomate et magistrat du XVe siècle ;
- Les descendants directs de Jean de Scépeaux, frère aîné du précédent et mari de Louise de La Haye-Passavant, qui représentaient donc la branche aînée, ont encore fourni des hommes remarquables :
  - François de Scépeaux, fils de Jean et Louise de La Haye ; chambellan de Charles VIII, époux de Marguerite, fille de Michel d'Estouteville-Valmont et Bricquebec ; Parents de Guy II (père de Guy III, qui suit), et de René de Scépeaux de Vieille-Ville (mari de Marguerite de La Jaille-St-Michel, dame de Durtal et Mathefelon : Postérité, dont leur fils, le maréchal François ci-dessous) ;
  - Guy III de Scépeaux (✝1605), seigneur de Scépeaux, petit-fils du précédent, fils de Guy II et de Jeanne, fille de Philippe de Longwy, capitaine de 50 hommes d'armes qui, par représentation de Louise de la Haye-Passavant, sa bisaïeule, fut héritier de Philippe de Montespedon, princesse de la Roche-sur-Yon (✝1578) dont il reçut Chemillé, le duché de Beaupréau et Cholet ;
  - Guy (IV) de Scépeaux, fils du précédent et de Charlotte Giffart de la Marzelière, duc de Beaupréau, comte de Chemillé, qui présida à Nantes les États de Bretagne en 1579 et fut tué au service du roi en Poitou en 1597 ; marié à Marie, fille de Guy Ier de Rieux de Donges
  - François de Scépeaux de VieilleVille (1509-1571), petit-fils de François et Marguerite d'Estouteville, 1er comte de Durtal (1564) et baron de Matheflon, fidèle des rois Valois, gouverneur, diplomate, ambassadeur, conseiller du roi, maréchal de France sous Charles IX (1562), un des acteurs importants des guerres entre François Ier et Charles Quint, et des guerres de religion entre protestants Huguenots et catholiques ;
- Jeanne de Scépeaux (1588-1620), fille de Guy (IV) de Scépeaux, dont elle reçoit le duché de Beaupréau qui passera à une de ses filles après son décès en 1620. Elle épouse le duc de Retz Henri de Gondi le 5 mai 1610 à Beaupréau ;
- Marie Paul de Scépeaux de Bois-Guignot, (1768-1821), militaire français ; (la branche de/du Bois-Guignot était issue de la branche de la Cherbonnerie et Beauchesne, elle-même venue de la branchede l'Epronnière)

## Source
- « Maison de Scépeaux », dans Alphonse-Victor Angot et Ferdinand Gaugain, Dictionnaire historique, topographique et biographique de la Mayenne, Laval, A. Goupil, 1900-1910 [détail des éditions] (BNF 34106789, présentation en ligne), t. III, p. 699 ; t. IV, p. 867-868.